# Ґунабхірам Баруа
Ґунабхірам Баруа (*গুণাভিৰাম বৰুৱা; 1837 —1894) — індійський громадський діяч, драматург, письменник, історик, що складав твори гінді та ассамською мовою.

## Життєпис
Походив з ассамської родини. Навчався у Президентському коледжі у Калькуті. у 1860 році поступив на державну службу — до комісаріату при уряді Британської Індії. Підтримував гуманізацію, виступав за соціальні реформи. Приєднався до руху Брахмо Самадж, що виступала двигуном Бенгальського Відродження. З 1846 року співпрацював з журналом «Орунобой» У 1850-х роках почав складати перші свої п'єси. Служив помічником комісара в Ассамі та Бенгалії. У 1885—1886 роках видавав журнал «Ассам-Бандх» («Друзі Ассаму»), в якому був постійним дописувачем. У 1890 році пішов у відставку.

## Творчість
Йому належить велика заслуга в пропаганді національної спадщини ассамців, впровадження розмовної мови в літературну практику. Соціально-побутові п'єси «Рам і Навамі» (1857 рік), «Бенгалець і бенгалка», присвячені темі трагічного становища вдів, були значним внеском у ассамську драматургію. Вперше в драмах Баруа героями стають реальні, прості люди.
Є автором ґрунтовної праці «Історія Ассама» (1875 рік), а також «Біографія Анандхарама Дхекіяла Пхукана» (1880 рік), які написані мовою, позбавленою санскритської лексики і стандартів традиційної образності, близькою до мови ассамських хронік.